# 奥氏楔孢黑粉菌
奥氏楔孢黑粉菌（学名：Thecaphora oberwinkleri）是属于黑粉菌目黑粉菌科楔孢黑粉菌属的一种真菌，寄生在点地梅属植物上。该种分布于中国。